# Phymatocarpus
Phymatocarpus es un género con tres especies de arbustos, perteneciente a la familia Myrtaceae. Es originario del sudoeste de  Australia.

## Especies
- Phymatocarpus interioris Craven, Muelleria 12: 133 (1999).
- Phymatocarpus maxwellii F.Muell., Fragm. 9: 45 (1862).
- Phymatocarpus porphyrocephalus F.Muell., Fragm. 3: 121 (1862).